# Аксёновка (Омская область)
Аксёновка — деревня в Горьковском районе Омской области. Входит в Суховское сельское поселение.

## История
Деревня основана в 1907 году. В 1928 году находилась в составе Суховского сельсовета Бородинского района Омского округа Сибирского края, на её территории находилось 51 хозяйство, большую часть населения составляли поляки.

## Население
| 2002 | 2010 | 2021 |
| ---- | ---- | ---- |
| 198  | ↘151 | ↘127 |